# Joe Waggonner

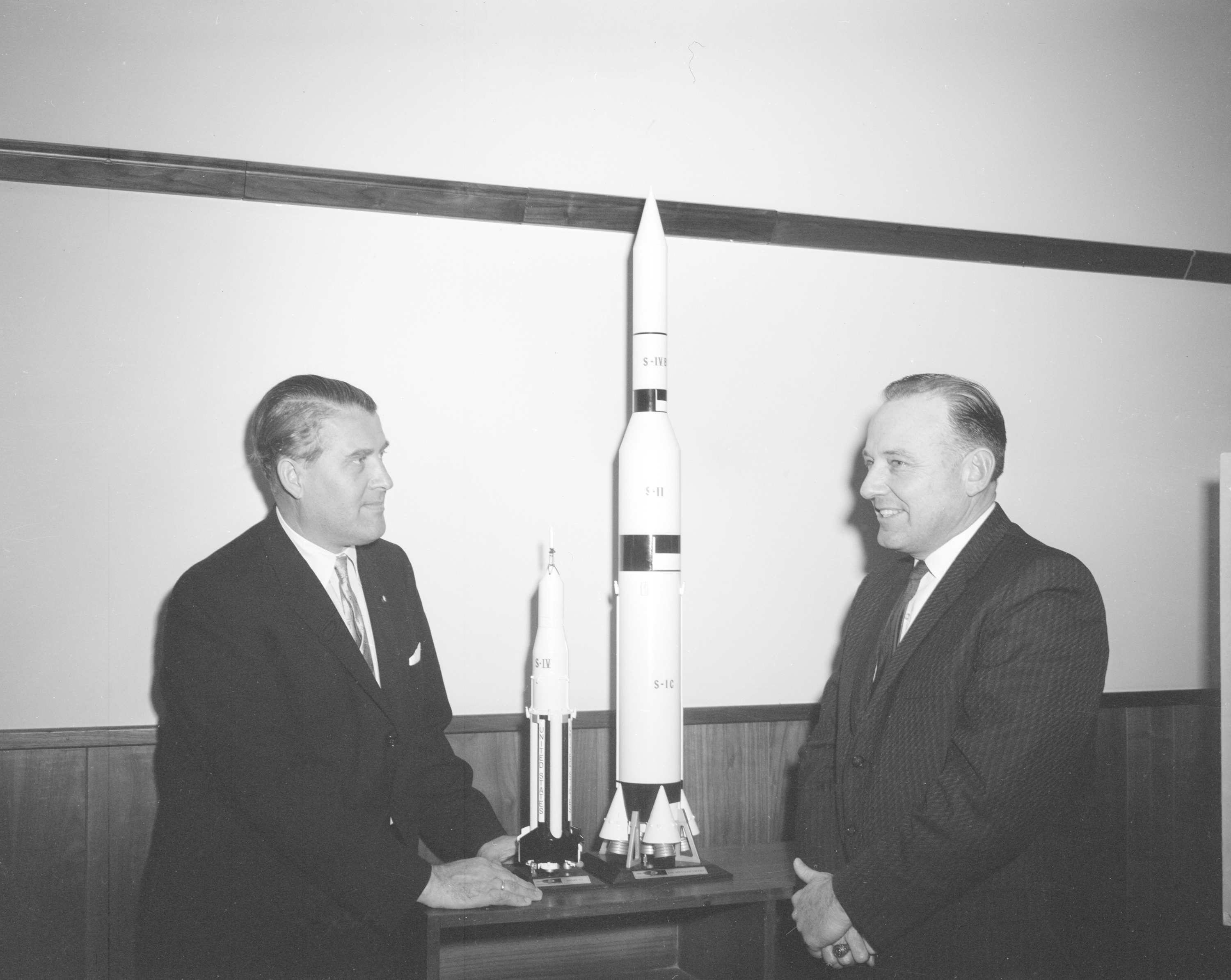
Joe Waggonner (rechts) mit Wernher von Braun bei einem Besuch im Marshall Space Flight Center (1962)

Joseph David „Joe“ Waggonner (* 7. September 1918 in Plain Dealing, Louisiana; † 7. Oktober 2007 in Shreveport, Louisiana) war ein US-amerikanischer Politiker. Zwischen 1961 und 1979 vertrat er den Bundesstaat Louisiana im US-Repräsentantenhaus.

## Werdegang
Joe Waggonner besuchte bis 1935 die Plain Dealing High School. Danach studierte er bis 1941 am Louisiana Polytechnic Institute in Ruston. Während des Zweiten Weltkrieges diente Waggonner von 1942 bis 1945 in der US-Marine. In den Jahren 1951 und 1952 war er nochmals aktives Mitglied dieser Waffengattung. In den folgenden Jahren arbeitete Waggonner als privater Geschäftsmann. Außerdem bekleidete er bis 1961 einige lokale Ämter in der Schulverwaltung. Politisch wurde er Mitglied der Demokratischen Partei.
Nach dem Tod des Abgeordneten Overton Brooks wurde er bei der fälligen Nachwahl für den vierten Sitz von Louisiana als dessen Nachfolger in das US-Repräsentantenhaus in Washington, D.C. gewählt, wo er am 19. Dezember 1961 sein neues Mandat antrat. Nach acht Wiederwahlen konnte er bis zum 3. Januar 1979 im Kongress verbleiben. Dort galt er als konservativ und war maßgeblich an einer Kooperation der Südstaaten-Demokraten mit der republikanischen Fraktion beteiligt. Waggonner war ein Gegner der Bürgerrechtsgesetze und ein Befürworter des Vietnamkrieges. Er stand dem republikanischen Präsidenten Richard Nixon sowohl persönlich als auch politisch nahe und widersetzte sich einem Amtsenthebungsverfahren wegen der Watergate-Affäre. Auch nach Nixons Rücktritt blieben die beiden Männer befreundet. Waggonner war zeitweise Mitglied im Committee on Ways and Means.
Im Jahr 1978 verzichtete Waggonner auf eine erneute Kandidatur. Er unterstützte den Wahlkampf seines Nachfolgers Buddy Leach. Joe Waggonner starb an den Folgen eines Schlaganfalls und von Herzproblemen am 7. Oktober 2007. Er war zweimal verheiratet und hatte drei Kinder.